# Cerro La Conejera
El Cerro de La Conejera es un área protegida en el norte de Bogotá. Tiene un área de 161,4 hectáreas y una elevación de aproximadamente 115 m, por su ubicación entre 2565 y 2680 m s. n. m. Es una colina extendida en sentido sur-norte, ocupando el área entre las calles 170 y 200, y las carreras 80 y 90, aproximadamente. Colinda con la Reserva van der Hammen, y es una de las fuentes de recarge de agua para el Humedal de la Conejera y otras zonas del norte de Bogotá. Según la Secretaría Distrital de Ambiente, después de los Cerros Orientales es "una de las áreas protegidas de suelo Distrital más importantes de la ciudad, debido a su proximidad con el área urbana. Existe un conjunto residencial y múltiples casas por el cerro, además del Club naval Antares. 

## Actualidad
La resolución del 20 de noviembre de 2014 de la Secretaría Distrital de Ambiente expandió el área protegida del cerro. Así mismo, se han reportado infracciones contra el área protegida del cerro, como el depósito de escombros de construcción, llantas, y residuos plásticos, entre otros. En solo julio de 2015, la alcaldía local de Suba impuso 37 sanciones en contra de los invasores.
Por una demanda por parte de los ciudadanos, se abrió una zona del cerro para la caminata. Esto ha traído consecuencias positivas, dando un lugar para que las personas caminen al aire libre y junto la naturaleza, pero también ha traído problemas, principalmente la seguridad, ya que el ingreso no es regulado.